# Wolfgang Panofsky
Wolfgang Kurt Hermann "Pief" Panofsky (24.4.1919 – 24.9.2007), là nhà vật lý người Mỹ gốc Do Thái.

## Tiểu sử

### Thời trẻ
Panofsky sinh ngày 24.4.1919 tại Berlin, Đức, là con của sử gia nghệ thuật nổi tiếng Erwin Panofsky. Để tránh bị chính quyền Đức quốc xã truy hại, ông di cư sang Hoa Kỳ năm 1934.
Panofsky đậu bằng cử nhân ở Đại học Princeton năm 1938; sau đó ông vào học ở Học viện Công nghệ California và đậu bằng tiến sĩ năm 1942. Cùng năm, ông nhập quốc tịch Mỹ. Trong những ngày còn là sinh viên chưa tốt nghiệp, Panofsky được các bạn sinh viên cùng khóa gọi là "Pief", vì họ thấy rằng không thể phát âm tên đầy đủ của ông. Biệt danh thời sinh viên này dường như phù hợp với nhà vật lý học sôi nổi, nên ông đã giữ nó suốt đời.

### Sự nghiệp
Từ năm 1945 tới 1951, Panofsky làm giáo sư phụ tá rồi phó giáo sư ở Đại học California tại Berkeley, sau đó làm giáo sư Vật lý học ở Đại học Stanford. Từ năm 1961 tới 1984, ông làm giám đốc Stanford Linear Accelerator Center (SLAC), sau đó tiếp tục làm giám đốc danh dự (director emeritus). Panofsky vẫn hoạt động ở SLAC cho tới ngày cuối đời.
Panofsky là thành viên trong Ban giám đốc Hiệp hội kiểm soát vũ khí (Arms Control Association) từ năm 1996 tới 1999 và làm giám đốc danh dự cho tới khi từ trần. Ông cũng là thành viên trong Ban bảo trợ tập san Bulletin of the Atomic Scientists

## Giải thưởng và Vinh dự
- Huy chương Matteucci năm 1996
- Giải thưởng Nhà nước về Khoa học, Hoa Kỳ năm 1969
- Huy chương Franklin năm 1970
- Huy chương Ernest O. Lawrence năm 1961
- Giải Leo Szilard
- Giải Enrico Fermi năm 1978.[1]
- Một đường phố trong khu Institute of Advanced Studies, Princeton, NJ, được đặt là "Panofsky Lane" để vinh danh ông.
- Giải Panofsky của Hội Vật lý Hoa Kỳ mang tên ông

## Từ trần
Panofsky qua đời ngày 24.9.2007 tại Los Altos, California do bị nhồi máu cơ tim, thọ 88 tuổi.

## Xuất bản phẩm
- Wolfgang Panofsky, W. M. Woodward, & G. B. Yodh: Pion Production by Inelastic Scattering of Electrons in Hydrogen. Phys. Rev. 102, 1392 - 1398 (1956)
- Wolfgang Panofsky, Melba Phillips: Classical electricity and magnetism, Reading/Massachusetts, Addison-Wesley, 1962
- Wolfgang Panofsky: Particles and policy, Woodbury, NY. AIP Press, 1994
- Panofsky on Physics, Politics and Peace. Pief Remembers, Springer Verlag, 2007, ISBN 9780387697314